# Chris Benoit
Christopher Michael "Chris" Benoit (sinh ngày 21 tháng 5 năm 1967 và mất ngày 24 tháng 6 năm 2007)
là đô vật chuyên nghiệp người Canada miền Bắc. Benoit thi đấu cho ECW của World Wrestling Entertainment (WWE).
Vào ngày 25 tháng 6 năm 2007 thi thể Benoit đã được tìm thấy tại nhà ở Fayetteville, Georgia cùng với xác vợ mình là Nancy Daus và cậu con trai 7 tuổi Daniel. Theo nguồn tin ban đầu thì Chris đã giết vợ và con trai mình rồi treo cổ tự vẫn. Vụ án này đã xem như kết thúc khi có nguồn tin là Chris Beniot đã bị ảo giác hoặc không kìm chế được bản thân do thứ thuốc mà anh đang dùng, đó là thuốc tăng trưởng cơ bắp, các chất tố trong thuốc có thể đã làm cho Benoit bị ảo giác nên đã giết vợ và con mình. Nhưng nó đã được tiếp tục điều tra vì có một lý do kì lạ là trước khi chết anh đã để bên cạnh xác vợ và con mình một quyển kinh Thánh (Ít có ai bị ảo giác mà làm như vậy) có thể cho rằng Beniot giết vợ và con mình vì một lý do bất đắc dĩ nào đó mà anh ta không thể nói được.

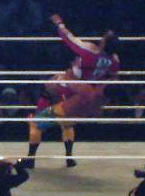
Đòn German Suplex

## Các chức vô địch và danh hiệu
- Cauliflower Alley Club
  - Future Legend Award (2002)
- Catch Wrestling Association
  - CWA World Tag Team Championship (1 time)[122] – with Dave Taylor
- Extreme Championship Wrestling
  - ECW World Tag Team Championship (1 time)[123] – with Dean Malenko
- New Japan Pro Wrestling
  - IWGP Junior Heavyweight Championship (1 time)[124]
  - Super J Cup (1994)[125]
  - Top/Best of the Super Juniors (1993, 1995)[126]
  - Super Grade Junior Heavyweight Tag League (1994) – with Shinjiro Otani[127]
- Pro Wrestling Illustrated
  - Feud of the Year (2004)[128]vs. Triple H
  - Match of the Year (2004)[129]vs. Shawn Michaels and Triple H at WrestleMania XX
  - Wrestler of the Year (2004)[130]
  - Ranked #1 of the top 500 singles wrestlers in the PWI 500 in 2004[131]
- Stampede Wrestling
  - Stampede British Commonwealth Mid-Heavyweight Championship (4 times)[132]
  - Stampede Wrestling International Tag Team Championship (4 times)[133] – with Ben Bassarab (1), Keith Hart (1), Lance Idol (1), andBiff Wellington (1)
  - Stampede Wrestling Hall of Fame[134]
- Universal Wrestling Association
  - WWF Light Heavyweight Championship (1 time)[135][a]
- World Championship Wrestling
  - WCW World Heavyweight Championship (1 time)[137]
  - WCW United States Heavyweight Championship (2 times)[138]
  - WCW World Television Championship (3 times)[139]
  - WCW World Tag Team Championship (2 times)[140] – with Dean Malenko (1) and Perry Saturn (1)
  - Sixth WCW Triple Crown Champion
- World Wrestling Federation/Entertainment
  - World Heavyweight Championship (1 time)[141]
  - WWF/E Intercontinental Championship (4 times)[142]
  - WWE United States Championship (3 times)[143]
  - World Tag Team Championship (3 times)[144] – with Chris Jericho (1) and Edge (2)
  - WWE Tag Team Championship (1 time)[145] – with Kurt Angle
  - WWE Tag Team Championship tournament (2002) – with Kurt Angle
  - Royal Rumble (2004)
  - Twelfth Triple Crown Champion
- Wrestling Observer Newsletter
  - 5-Star Match (1994) vs. The Great Sasuke at Super J Cup
  - Best Brawler (2004)[146]
  - Best Technical Wrestler (1994, 1995, 2000, 2003, 2004)[146]
  - Feud of the Year (2004) vs. Shawn Michaels and Triple H[146]
  - Match of the Year (2002) with Kurt Angle vs. Edge and Rey Mysterio[146]
  - Most Outstanding Wrestler (2000, 2004)[146]
  - Most Under-rated (1998)[146]
  - Readers' Favorite Wrestler (1997, 2000)[146]
  - Wrestling Observer Newsletter Hall of Fame (Class of 2003)[b]

1. Jump up^ Benoit's reign with the championship is not recognized by World Wrestling Entertainment. No reign prior to December 1997 is recognized by the promotion.[136]
2. Jump up^ Benoit underwent a special recall election in 2008 due to the double murder–suicide of his wife and son. The recall was supported by a majority of 53.6% of voters, but was below the 60% threshold necessary to remove him.